# Kyle Shewfelt
Kyle Keith Shewfelt (Calgary, 6 maggio 1982) è un ex ginnasta canadese.

## Palmarès

### Olimpiadi
- 1 medaglia:
  - 1 oro (Atene 2004 nel corpo libero)

### Mondiali
- 3 medaglie:
  - 3 bronzi (Anaheim 2003 nel corpo libero; Anaheim 2003 nel volteggio; Aarhus 2006 nel corpo libero)

### Giochi del Commonwealth
- 5 medaglie:
  - 3 ori (Manchester 2002 nel corpo libero; Manchester 2002 nel volteggio; Melbourne 2006 nel concorso a squadre)
  - 2 bronzi (Manchester 2002 nel concorso a squadre; Melbourne 2006 nel corpo libero)